# Nati nel 1999/Giugno
| Questa pagina contiene informazioni ricavate automaticamente dalle voci biografiche con l'ausilio del template Bio e di un bot. L'aggiornamento è periodico e automatico e ricostruisce completamente la pagina. Se manca una persona in questa lista, sei pregato di non aggiungerla, ma accertati piuttosto che la sua voce biografica contenga il template Bio e che i dati anagrafici siano correttamente compilati. Se il template Bio manca, inseriscilo tu stesso o, in alternativa, metti l'avviso {{tmp\|Bio}} che ne segnala la mancanza. Se i dati riportati sono sbagliati, correggi direttamente la voce biografica; le modifiche saranno visibili in questa lista entro pochi giorni. Per chiarimenti vedi il progetto biografie. La lista contiene solo le 359 persone che sono citate nell'enciclopedia e per le quali è stato implementato correttamente il template Bio. Pagina aggiornata al 18 ago 2025. |

- 1º giugno - Yaw Ackah, calciatore ghanese
- 1º giugno - Dmitrij Aliev, pattinatore artistico su ghiaccio russo
- 1º giugno - Vitali Arujau, lottatore statunitense
- 1º giugno - Imogen Clark, nuotatrice britannica
- 1º giugno - Jeffrey Gunter, ex giocatore di football americano statunitense
- 1º giugno - Sondre Guttormsen, astista norvegese
- 1º giugno - Strahinja Jovanović, calciatore serbo
- 1º giugno - Leketor Member-Meneh, pallavolista statunitense
- 1º giugno - Toni Nakić, cestista croato
- 1º giugno - Yared Nuguse, mezzofondista statunitense
- 1º giugno - Valentine Ozornwafor, calciatore nigeriano
- 1º giugno - Shaina Pellington, cestista canadese
- 1º giugno - Alexis Renard, ciclista su strada francese
- 1º giugno - Luis Sandoval, calciatore colombiano
- 1º giugno - Edi Semedo, calciatore portoghese
- 1º giugno - Sun Jiaxu, sciatore freestyle cinese
- 1º giugno - Mauri Vansevenant, ciclista su strada belga
- 1º giugno - Maikel Zijlaard, ciclista su strada olandese
- 1º giugno - Gustavo da Silva Cunha, calciatore brasiliano
- 2 giugno - Andrés Camilo Ardila, ciclista su strada colombiano
- 2 giugno - Christian Darrisaw, giocatore di football americano statunitense
- 2 giugno - Arianna De Masi, velocista italiana
- 2 giugno - Federico Girotti, calciatore argentino
- 2 giugno - Johan Hagberg, ex sciatore alpino svedese
- 2 giugno - Carlo Holse, calciatore danese
- 2 giugno - Marco Marxer, calciatore liechtensteinese
- 2 giugno - Oslimg Mora, calciatore peruviano
- 2 giugno - Abdulla Anwar, calciatore emiratino
- 2 giugno - Alex O'Connell, cestista statunitense
- 2 giugno - Marit Raaijmakers, pistard e ciclista su strada olandese
- 2 giugno - Alberto Razzetti, nuotatore italiano
- 2 giugno - Laura Stephens, nuotatrice britannica
- 2 giugno - Silke Van Avermaet, pallavolista belga
- 2 giugno - Wei Yi, scacchista cinese
- 2 giugno - Paweł Wąsek, saltatore con gli sci polacco
- 2 giugno - Kaiki Yamaguchi, lottatore giapponese
- 3 giugno - Grace Berger, cestista statunitense
- 3 giugno - Zizou Bergs, tennista belga
- 3 giugno - Thomas Green, canoista australiano
- 3 giugno - Abdulrahman Saleh, calciatore emiratino
- 3 giugno - Kennedy Kimutai, mezzofondista keniota
- 3 giugno - Patrick Loa Loa, calciatore camerunese
- 3 giugno - Victoria Pelova, calciatrice olandese
- 3 giugno - Jalen Pitre, giocatore di football americano statunitense
- 3 giugno - Lukas Rieger, cantante tedesco
- 3 giugno - Javonte Smart, cestista statunitense
- 3 giugno - Riccardo Sottil, calciatore italiano
- 3 giugno - Dan-Axel Zagadou, calciatore francese
- 4 giugno - Yazan Al-Naimat, calciatore giordano
- 4 giugno - Carlo Armiento, calciatore australiano
- 4 giugno - K.J. Britt, giocatore di football americano statunitense
- 4 giugno - Agnese Cocchiere, pallanuotista italiana
- 4 giugno - Tamara Dollák, lottatrice ungherese
- 4 giugno - Makayla Gerken Schofield, sciatrice freestyle britannica
- 4 giugno - Sophie Roman Haug, calciatrice norvegese
- 4 giugno - Kim So-hyun, attrice e conduttrice televisiva sudcoreana
- 4 giugno - Zack Kuntz, giocatore di football americano statunitense
- 4 giugno - Anja Mandeljc, fondista slovena
- 4 giugno - Will McDonald IV, giocatore di football americano statunitense
- 4 giugno - Domen Prevc, saltatore con gli sci sloveno
- 4 giugno - A.J. Reeves, cestista statunitense
- 4 giugno - Marco Sala, calciatore italiano
- 4 giugno - Zhaire Smith, cestista statunitense
- 4 giugno - Hannah Soar, sciatrice freestyle statunitense
- 4 giugno - Ester Sokler, calciatore sloveno
- 4 giugno - Aryan Tari, scacchista norvegese
- 4 giugno - Charlotte e Laura Tremble, sincronetta francese
- 4 giugno - Dareke Young, giocatore di football americano statunitense
- 4 giugno - Zhao Chenyu, goista cinese
- 4 giugno - Fıratcan Üzüm, calciatore turco
- 5 giugno - Abdulmohsen Al-Qahtani, calciatore saudita
- 5 giugno - Aritz Aldasoro, calciatore spagnolo
- 5 giugno - Alejandro Davidovich Fokina, tennista spagnolo
- 5 giugno - Deion Hammond, cestista statunitense
- 5 giugno - Nicolás Quagliata, calciatore uruguaiano
- 5 giugno - Eduardo Marcelo Rodrigues Nunes, calciatore brasiliano
- 5 giugno - Pete Werner, giocatore di football americano statunitense
- 6 giugno - Berta Bou Salas, calciatrice spagnola
- 6 giugno - Niklas Vesterlund, calciatore danese
- 6 giugno - Alessandro Buongiorno, calciatore italiano
- 6 giugno - Marcus Carr, cestista canadese
- 6 giugno - Chase Garbers, giocatore di football americano statunitense
- 6 giugno - Marco Hausjell, calciatore austriaco
- 6 giugno - Gabriel Isik, calciatore tedesco
- 6 giugno - Lukas Malicsek, calciatore austriaco
- 6 giugno - Andrés Micolta, calciatore ecuadoriano
- 6 giugno - Maximiliano Jair Rodríguez Cejas, calciatore uruguaiano
- 6 giugno - Nike Sibande, cestista statunitense
- 6 giugno - Levente Szabó, calciatore ungherese
- 7 giugno - Mersim Asllani, calciatore svizzero
- 7 giugno - Jordan Jegat, ciclista su strada francese
- 7 giugno - Kyrylo Meličenko, calciatore ucraino
- 7 giugno - Jenselyn Morales, pallavolista portoricana
- 7 giugno - Paweł Olszewski, calciatore polacco
- 7 giugno - Chelsey Perry, cestista statunitense
- 7 giugno - Camryn Rogers, martellista canadese
- 7 giugno - Ranko Simović, cestista serbo
- 7 giugno - Ruan Tressoldi, calciatore brasiliano
- 7 giugno - Ashleigh Weerden, calciatrice olandese
- 8 giugno - Hannah Botterman, rugbista a 15 inglese
- 8 giugno - Ben Folami, calciatore australiano
- 8 giugno - Rigivan Ganeshamoorthy, atleta paralimpico italiano
- 8 giugno - Mete Gazoz, arciere turco
- 8 giugno - Nate Hinton, cestista statunitense
- 8 giugno - Dane Ingham, calciatore neozelandese
- 8 giugno - Alexis Morris, cestista statunitense
- 8 giugno - Jacob Schopf, canoista tedesco
- 8 giugno - Anfernee Simons, cestista statunitense
- 8 giugno - Dan Ticktum, pilota automobilistico britannico
- 8 giugno - Luuk Wouters, calciatore olandese
- 9 giugno - Emiliano Ancheta, calciatore uruguaiano
- 9 giugno - Ausavapat Ausavaterakul, attore thailandese
- 9 giugno - Janko Čepić, cestista montenegrino
- 9 giugno - Nathan Fogaça, calciatore brasiliano
- 9 giugno - Joshua Hartmann, velocista tedesco
- 9 giugno - Junior Karku, calciatore sierraleonese
- 9 giugno - Víctor Meseguer, calciatore spagnolo
- 9 giugno - Álex Sola, calciatore spagnolo
- 10 giugno - Ona Batlle, calciatrice spagnola
- 10 giugno - Blanche, cantante belga
- 10 giugno - Matthew Butler, giocatore di football americano statunitense
- 10 giugno - Justine Clement, ex sciatrice alpina canadese
- 10 giugno - Yūta Gōke, calciatore giapponese
- 10 giugno - Minerva Fabienne Hase, pattinatrice artistica su ghiaccio tedesca
- 10 giugno - Bento Matheus Krepski, calciatore brasiliano
- 10 giugno - Kennet Lara, calciatore cileno
- 10 giugno - Rafael Leão, calciatore portoghese
- 10 giugno - Ma Yexin, tennista cinese
- 10 giugno - Dimitris Nikolaidis, pallanuotista greco
- 10 giugno - Gaia Sabbatini, mezzofondista italiana
- 10 giugno - Amadou Sagna, calciatore senegalese
- 10 giugno - Kianna Smith, cestista statunitense
- 11 giugno - Kris Bankston, cestista statunitense
- 11 giugno - Isayah Boers, velocista olandese
- 11 giugno - Aleksandar Borković, calciatore austriaco
- 11 giugno - Marko Divković, calciatore croato
- 11 giugno - Lilah Fear, danzatrice su ghiaccio britannica
- 11 giugno - Manuel García, calciatore argentino
- 11 giugno - Brian González, calciatore uruguaiano
- 11 giugno - Chuba Hubbard, giocatore di football americano canadese
- 11 giugno - Kai Havertz, calciatore tedesco
- 11 giugno - Janina Minge, calciatrice tedesca
- 11 giugno - Katelyn Nacon, attrice statunitense
- 11 giugno - Stefano Patron, ginnasta italiano
- 11 giugno - Oleksandr Safronov, calciatore ucraino
- 11 giugno - Ruben Seeber, giocatore di football americano austriaco
- 11 giugno - Saxon Sharbino, attrice statunitense
- 11 giugno - Elias Valtonen, cestista finlandese
- 11 giugno - Maria Varricchio, tiratrice a segno italiana
- 11 giugno - Adrián Vicente Yunta, taekwondoka spagnolo
- 12 giugno - Sophie Chauveau, biatleta francese
- 12 giugno - Martín Garay, calciatore argentino
- 12 giugno - Efmamjjasond González, calciatore colombiano
- 12 giugno - Unai Iribar, ciclista su strada spagnolo
- 12 giugno - Bjarne Kraushaar, cestista tedesco
- 12 giugno - Mykyta Peterman, calciatore ucraino
- 12 giugno - Jan Schöppner, calciatore tedesco
- 12 giugno - Nanami Seki, pallavolista giapponese
- 12 giugno - Yeison Tolosa, calciatore colombiano
- 12 giugno - Martina Willibald, ex sciatrice alpina tedesca
- 13 giugno - Francisco Antonio Figueroa, calciatore messicano
- 13 giugno - Jakub Jurka, schermidore ceco
- 13 giugno - Pascal Maier, giocatore di football americano svizzero
- 13 giugno - Mária Mikolajová, calciatrice slovacca
- 13 giugno - Fabio Scherer, pilota automobilistico svizzero
- 13 giugno - Peter Therkildsen, calciatore danese
- 13 giugno - Maddison-Lee Wesche, pesista neozelandese
- 13 giugno - Fred Wright, ciclista su strada e pistard britannico
- 14 giugno - Gustavo Apis, calciatore brasiliano
- 14 giugno - Raul Bargelli, pallamanista italiano
- 14 giugno - Leaky Black, cestista statunitense
- 14 giugno - Branden Carlson, cestista statunitense
- 14 giugno - Kim Min-seok, pattinatore di velocità su ghiaccio sudcoreano
- 14 giugno - Racey McMath, giocatore di football americano statunitense
- 14 giugno - Žan Medved, calciatore sloveno
- 14 giugno - Paul Reed, cestista statunitense
- 14 giugno - Cesar Ruiz, giocatore di football americano statunitense
- 14 giugno - Victor Sterpu, judoka moldavo
- 14 giugno - Attila Tassi, pilota automobilistico ungherese
- 14 giugno - Sam Thomas, cestista statunitense
- 14 giugno - Mei Yamaguchi, tennista giapponese
- 15 giugno - Chen Yiwen, tuffatrice cinese
- 15 giugno - Kaylene Corbett, nuotatrice sudafricana
- 15 giugno - Daan Heymans, calciatore belga
- 15 giugno - Fabian Himmelsbach, sciatore alpino tedesco
- 15 giugno - Kiryl Kaplenka, calciatore bielorusso
- 15 giugno - Lorenzo Naidon, multiplista italiano
- 15 giugno - Joshua Nisbet, calciatore australiano
- 15 giugno - Peso Pluma, cantante e musicista messicano
- 15 giugno - Weverton Guilherme da Silva Souza, calciatore brasiliano
- 16 giugno - Kevin Andrade, calciatore colombiano
- 16 giugno - Shaquil Delos, calciatore francese
- 16 giugno - Dominik Fitz, calciatore austriaco
- 16 giugno - Patrick Gardner, cestista statunitense
- 16 giugno - Stefano Guidotti, calciatore svizzero
- 16 giugno - Hong Hyun-seok, calciatore sudcoreano
- 16 giugno - Luka Hujber, calciatore croato
- 16 giugno - Alvis Jaunzems, calciatore lettone
- 16 giugno - Justin Jefferson, giocatore di football americano statunitense
- 16 giugno - Snail Mail, cantante statunitense
- 16 giugno - Ibrahima Koné, calciatore maliano
- 16 giugno - Liu Yaxin, nuotatrice cinese
- 16 giugno - Oussama Marnaoui, cestista tunisino
- 16 giugno - Trevon Moehrig, giocatore di football americano statunitense
- 16 giugno - Nguyễn Tuấn Anh, calciatore vietnamita
- 16 giugno - Michelle Niederwieser, ex sciatrice alpina austriaca
- 16 giugno - Kakunoshin Ohta, pilota automobilistico giapponese
- 16 giugno - Nuno Moreira, calciatore portoghese
- 16 giugno - Ronaldo Segu, cestista statunitense
- 16 giugno - Yarden Shua, calciatore israeliano
- 16 giugno - Trey Smith, giocatore di football americano statunitense
- 16 giugno - Andrei Sîntean, calciatore rumeno
- 16 giugno - Karim Zeinoun, cestista libanese
- 17 giugno - Konstantin Abaev, pallavolista russo
- 17 giugno - Ezequiel Cañete, calciatore argentino
- 17 giugno - Thibaut Collet, astista francese
- 17 giugno - Karla Erjavec, cestista croata
- 17 giugno - Ulrik Fredriksen, calciatore norvegese
- 17 giugno - Dariana Hollingsworth, pallavolista portoricana
- 17 giugno - César Ibáñez, calciatore argentino
- 17 giugno - Noa Lang, calciatore olandese
- 17 giugno - Gabriela Leon, astista statunitense
- 17 giugno - Luther Muhammad, cestista statunitense
- 17 giugno - Davide Nadini, hockeista su pista italiano
- 17 giugno - Immanuel Quickley, cestista statunitense
- 17 giugno - Elena Rybakina, tennista russa
- 17 giugno - Luis Sinisterra, calciatore colombiano
- 17 giugno - Camilo Ugo Carabelli, tennista argentino
- 17 giugno - Alijah Vera-Tucker, giocatore di football americano statunitense
- 17 giugno - Vinícius Souza, calciatore brasiliano
- 18 giugno - Johan-Olav Botn, biatleta norvegese
- 18 giugno - Julian Diaz, giocatore di football americano statunitense
- 18 giugno - Tony Fields II, giocatore di football americano statunitense
- 18 giugno - Marcus Forss, calciatore finlandese
- 18 giugno - Giuliano Galoppo, calciatore argentino
- 18 giugno - Noah Gygax, giocatore di football americano svizzero
- 18 giugno - Kina, produttore discografico italiano
- 18 giugno - Hannah Scott, canottiera britannica
- 18 giugno - Vinni Triboulet, calciatore camerunese
- 18 giugno - Trippie Redd, rapper e cantante statunitense
- 19 giugno - Jessica Alexander, attrice e modella britannica
- 19 giugno - Charles-Étienne Chrétien, ex ciclista su strada canadese
- 19 giugno - Ramida Jiranorraphat, attrice thailandese
- 19 giugno - Jordan Poole, cestista statunitense
- 19 giugno - Toon Vandebosch, ciclocrossista e ciclista su strada belga
- 19 giugno - Alondes Williams, cestista statunitense
- 19 giugno - Nadir Zortea, calciatore italiano
- 19 giugno - Lorrayna da Silva, pallavolista brasiliana
- 20 giugno - Francesco Antonucci, calciatore belga
- 20 giugno - Nassim Boujellab, calciatore marocchino
- 20 giugno - Sára Bácskai, pattinatrice di short track ungherese
- 20 giugno - Cory Juneau, skater statunitense
- 20 giugno - Yui Mizuno, cantante e attrice giapponese
- 20 giugno - Kristina Natalenko, ex sciatrice alpina canadese
- 20 giugno - Bayapo Ndori, velocista botswano
- 20 giugno - Matthew Temple, nuotatore australiano
- 21 giugno - Niamh Charles, calciatrice inglese
- 21 giugno - Reko Silva, calciatore portoghese
- 21 giugno - Brayan Hurtado, calciatore venezuelano
- 21 giugno - Justin Jaworski, cestista statunitense
- 21 giugno - Gregory Junior, giocatore di football americano statunitense
- 21 giugno - Weronika Kaleta, fondista polacca
- 21 giugno - Milad Karimi, ginnasta kazako
- 21 giugno - Boy Kemper, calciatore olandese
- 21 giugno - Veronika Voráčková, cestista ceca
- 22 giugno - Cam Akers, giocatore di football americano statunitense
- 22 giugno - Nicolò D'Antino, pallamanista italiano
- 22 giugno - Akayleb Evans, giocatore di football americano statunitense
- 22 giugno - Ahmed Kendouci, calciatore algerino
- 22 giugno - Will Mallory, giocatore di football americano statunitense
- 22 giugno - Valerio Mastrantonio, calciatore italiano
- 22 giugno - Kellen Mond, giocatore di football americano statunitense
- 22 giugno - Nik'a Ninua, calciatore georgiano
- 22 giugno - Alfonso Trezza, calciatore uruguaiano
- 22 giugno - Nick Zakelj, giocatore di football americano statunitense
- 22 giugno - Andi Zeqiri, calciatore svizzero
- 23 giugno - Ángel Algobia, calciatore spagnolo
- 23 giugno - Julien Anziani, calciatore francese
- 23 giugno - Albert Khachumyan, calciatore armeno
- 23 giugno - Łukasz Kuczyński, pattinatore di short track polacco
- 23 giugno - Saben Lee, cestista statunitense
- 23 giugno - Linton Maina, calciatore tedesco
- 23 giugno - Dax Milne, giocatore di football americano statunitense
- 23 giugno - David Min, calciatore olandese
- 23 giugno - Isaac de Souza Filho, tuffatore brasiliano
- 24 giugno - Caetano, calciatore brasiliano
- 24 giugno - Chiara Consonni, pistard e ciclista su strada italiana
- 24 giugno - Andrei Cordea, calciatore rumeno
- 24 giugno - Paulo Vitor Fernandes Pereira, calciatore brasiliano
- 24 giugno - Gianluca Frabotta, calciatore italiano
- 24 giugno - Ümit Can Güreş, nuotatore turco
- 24 giugno - Nate Hobbs, giocatore di football americano statunitense
- 24 giugno - Natália Martišková, cestista slovacca
- 24 giugno - Bojan Miovski, calciatore macedone
- 24 giugno - Darwin Núñez, calciatore uruguaiano
- 24 giugno - Mads Roerslev Rasmussen, calciatore danese
- 24 giugno - Bastien Toma, calciatore svizzero
- 25 giugno - Collin Gillespie, cestista statunitense
- 25 giugno - Morten Hjulmand, calciatore danese
- 25 giugno - Ashley Maynard-Brewer, calciatore australiano
- 25 giugno - Caeli McKay, tuffatrice canadese
- 25 giugno - Brian Ocampo, calciatore uruguaiano
- 25 giugno - Abdülkadir Ömür, calciatore turco
- 26 giugno - Layla Almasri, mezzofondista palestinese
- 26 giugno - Luka Brajkovic, cestista austriaco
- 26 giugno - Gabriel Davi Gomes Sara, calciatore brasiliano
- 26 giugno - Thomas Graham Jr., giocatore di football americano statunitense
- 26 giugno - Robiul Hasan, calciatore bangladese
- 26 giugno - Isaiah Jones, calciatore guyanese
- 26 giugno - Lucas Larade, calciatore francese
- 26 giugno - Fernando Pacheco, calciatore peruviano
- 26 giugno - Pano Qirko, calciatore albanese
- 26 giugno - Harley Quinn Smith, attrice statunitense
- 26 giugno - Mika Vermeulen, fondista e ex combinatista nordico austriaco
- 27 giugno - Jamaree Bouyea, cestista statunitense
- 27 giugno - David Buchta, calciatore ceco
- 27 giugno - Omar Hani, calciatore giordano
- 27 giugno - Will Levis, giocatore di football americano statunitense
- 27 giugno - Declan McCormack, sciatore alpino canadese
- 27 giugno - Aitana, cantautrice spagnola
- 27 giugno - Chandler Riggs, attore statunitense
- 27 giugno - Juan Rivero, calciatore uruguaiano
- 27 giugno - Alexis Saelemaekers, calciatore belga
- 27 giugno - Stef Smith, cestista canadese
- 27 giugno - Ryan Trotman, calciatore olandese
- 27 giugno - Ryōtarō Tsunoda, calciatore giapponese
- 27 giugno - Federico Zampini, cestista italiano
- 28 giugno - Giovanni Codato, canottiere italiano
- 28 giugno - Sixten Dragan, giocatore di football americano tedesco
- 28 giugno - Creed Humphrey, giocatore di football americano statunitense
- 28 giugno - Redon Mihana, calciatore albanese
- 28 giugno - Ivo Minkevičs, calciatore lettone
- 28 giugno - Milán Májer, calciatore ungherese
- 28 giugno - Simon Rieckhoff, tuffatore svizzero
- 28 giugno - Benjamin Vogt, calciatore liechtensteinese
- 28 giugno - Markéta Vondroušová, tennista ceca
- 29 giugno - Agustín Alfaro, calciatore uruguaiano
- 29 giugno - Jasmine Baird, snowboarder canadese
- 29 giugno - Tom Francis, attore teatrale britannico
- 29 giugno - Mario García, mezzofondista spagnolo
- 29 giugno - Gregorio Gios, hockeista su ghiaccio italiano
- 29 giugno - Philipp Herkenhoff, cestista tedesco
- 29 giugno - Giorgi Kochorashvili, calciatore georgiano
- 29 giugno - Diogo Pinto, calciatore portoghese
- 29 giugno - Andri Syahputra, calciatore indonesiano
- 29 giugno - Dmitrij Cypčenko, calciatore russo
- 29 giugno - Nikita Volodin, pattinatore artistico su ghiaccio russo
- 29 giugno - Spencer Wright, ex sciatore alpino statunitense
- 30 giugno - Salvatore Elia, calciatore italiano
- 30 giugno - Sophie de Goede, rugbista a 15 canadese
- 30 giugno - Tia Jimerson, pallavolista statunitense
- 30 giugno - Leo Johansson, fondista svedese
- 30 giugno - Ognjen Mitrović, calciatore serbo
- 30 giugno - Marco Olivieri, calciatore italiano
- 30 giugno - Jason Pinnock, giocatore di football americano statunitense
- 30 giugno - Isaiah Pola-Mao, giocatore di football americano statunitense
- 30 giugno - Yui Susaki, lottatrice giapponese
- 30 giugno - Madina Tajmazova, judoka russa
- 30 giugno - Ronaldo Vásquez, calciatore dominicano